# Lista över personer från den nederländska guldåldern
Den nederländska guldåldern var en period i Nederländernas historia, i huvudsak liktydig med 1600-talet, då Nederländerna var den ledande handelsnationen i Europa och dessutom producerade framträdande konstnärer och vetenskapsmän.
Artikeln om den nederländska guldåldern fokuserar på den sociala, religiösa och kulturella utvecklingen under tiden. 
Personer listas här efter kategori och i ordning efter födelseår.
Angående personnamn: liksom i Norden var det i Nederländerna inte alla släkter som hade fasta släktnamn, särskilt på landsbygden och på småorter. Många personer omnämns i stället med patronymikon, vilket ofta anges i förkortad form. Vissa personer hade bara patronymikon, medan andra nämns efter sin ursprungsort och åter andra med båda dessa namntyper, till exempel Rembrandt Harmensz. van Rijn, där "Harmensz." är förkortning av Harmenszoon, alltså "Harmens son".

## Vetenskap
- Simon Stevin (1548-1620) fysiker, matematiker och ingenjör
- Jan Leeghwater (1575-1650) ingenjör
- Hugo Grotius (1583-1645) rättsteoretiker, grundläggare av statsrätten
- René Descartes fransk filosof, bosatt i Leiden 1628-1649. Kom senare till Stockholm där han dog.
- Christiaan Huygens  (1629-1695) matematiker, fysiker och astronom
- Baruch Spinoza (1632-1677) filosof
- Antonie van Leeuwenhoek, uppfann eller förbättrade mikroskopet (enligt olika uppfattningar) och studerade mikroskopiskt liv.

## Måleri
Kända nederländska 1600-talsmålare:
- Jacob van Swanenburgh (1571-1638) porträtt, genremålningar, historiska scener, religiösa scener
- Frans Hals (ca. 1583-1666) porträtt, genremålningar, grupporträtt (schutterstukken och regentgrupper)
- Pieter Pieterszoon Lastman (1583-1633) historiska och bibliska motiv
- Jan van Goyen (1596-1656), landskap
- Pieter Saenredam (1597-1665) kyrkointeriörer, stadsmotiv
- Rembrandt Harmenszoon van Rijn (1606-1669) historiska och bibliska motiv, porträtt, genremålningar, grupporträtt (regentgrupper, schutterstukken)
- Jan Lievens (1607-1674), historiska och bibliska motiv, porträtt
- Adriaen van Ostade (1610-1684) genremålningar (kroginteriörer)
- Gerard Dou (1613-1675) genremålningar (kroginteriörer)
- Govert Flinck (1615-1660) historiska och bibliska motiv, porträtt, grupporträtt (schutterstukken)
- Ferdinand Bol (1616-1680) historiska och bibliska motiv
- Aelbert Cuyp (1620-1691) nederländska landskap
- Karel Fabritius (1622-1654) historiska och bibliska motiv, genremålningar (figurer)
- Paulus Potter (1625-1654) landskap
- Jan Steen (1626-1679) genremålningar (kroginteriörer, familjebilder)
- Pieter de Hooch (1629-1683) genremålningar (familjebilder)
- Johannes Vermeer (1632-1675) genremålningar (familjebilder), stadsbilder
- Nicolaes Maes (1634-1693) porträtt, genremålningar (familjebilder, figurer)

Andra målare från perioden:
- Cornelis Ketel (1548-1616) porträtt, schutterstukken
- Hendrick Goltzius (1558-1617) landskap
- Abraham Bloemaert (1564-1651) historiska och bibliska motiv, landskap
- Michiel Janszoon van Miereveld (1567-1641), porträtt
- Johannes Anthoniszoon van Ravesteyn (ca. 1570-1657), porträtt
- Ambrosius Bosschaert (1573-1621), blommålningar
- Floris Claeszoon van Dijck (1575-1651) stilleben
- Roelant Savery (1576-1639) landskap
- Jan Pynas (ca. 1580-1633) historiska och bibliska motiv
- Johannes Porcellis (1584-1632) sjöutsikter
- Hendrick Averkamp (1585-1634)
- Cornelis van Poelenburgh (1586-1667) italienska landskap
- Hendrick Terbruggen (1588-1629) historiska och bibliska motiv
- Hercules Pieterszoon Seghers (ca. 1589-1638) landskap
- Gerhard van Honthorst (1590-1656) historiska och bibliska motiv, genremålningar (familjebilder, figurer)
- Dirck van Baburen (ca.1590-1624) genremålningar (figurer)
- Cornelis Hendrickszoon Vroom (ca. 1591-1661) sjöutsikter
- Esayas van der Velde (ca. 1591-1630) landskap
- Dirck Hals (1591-1656) genremålningar (familjebilder, figurer)
- Willem Pieterszoon Buytewech (ca. 1591-1624) landskap, genremålningar (figurer)
- Balthasar van der Ast (ca.1593-1657) blommor
- Willem Claeszoon Heda (1594-1680) stilleben
- Pieter de Molijn (1595-1661) landskap
- Thomas de Keyser (ca. 1596-1667) porträtt, schutterstukken
- Johannes Corneliszoon Verspronck (1597-1662) porträtt
- Pieter Claes (ca.1597-1660) still lifes
- Bartholomeus Breenbergh (1599-1657) italienska landskap
- Pieter Franszoon de Grebber (ca. 1600-1652) historiska och bibliska motiv
- Gerrit Hoeckgeest (ca. 1600-1661) kyrkointeriörer
- Salomon van Ruysdael (ca. 1600-1670) landskap
- Simon de Vlieger (1601-1653) sjöutsikter
- Aert van der Neer (1603-1677) sjöutsikter
- Christiaen van Couwenbergh (1604-1667) historiska och bibliska motiv
- Adriaen Brouwer (ca. 1605-1638) genremålningar (kroginteriörer)
- Jan Davidszoon de Heem (1606-ca.1683) stilleben
- Judith Leyster (1609-1660) genremålningar (figurer)
- Jan Asselyn (1610-1652) italienska landskap
- David Tenier d.y. (1610-1690) genremålningar (kroginteriörer)
- Jan Miense Molenaer (ca.1610-1668) genremålningar (familjebilder, figurer)
- Willem van de Velde den äldre (ca. 1611-1693) sjöutsikter
- Bartholomeus van der Helst (1613-1670) porträtt, grupporträtt (schutterstukken, regentgrupper)
- Jan Both (1615-1652) italienska landskap
- Caesar van Everdingen (1617-1678) historiska och bibliska motiv
- Emanuel de Witte (ca. 1617-1692) kyrkointeriörer
- Gerard Terborch (1617-1681) porträtt, genremålningar (familjebilder)
- Philips Wouwermans (1619-1668) landskap
- Willem Kalf (1619-1693) stilleben
- Philips Koninck (1619-1688) landskap
- Otto Marseus van Schrieck (ca.1619-1678) blommor
- Nicolaes Pieterszoon Berchem (1620-1683 italienska landskap
- Abraham van Beyeren (ca.1620-1690) stilleben
- Jan Baptist Weenix (1621-1663) italienska landskap
- Gerbrand van den Eeckhout (1621-1674)
- Karel Dujardin (1622-1678) italienska landskap
- Adam Pynacker (1622-1673) italienska landskap
- Johannes van de Capelle (1626-1679) sjöutsikter
- Jacob Isaakszoon van Ruysdael (ca. 1628-1682)
- Gabriël Metsu (1629-1667) genremålningar (familjebilder)
- Job Adriaenszoon Berckheyde (1630-1693) kyrkointeriörer
- Willem Drost, (1630-1680), historiska och bibliska motiv
- Frederick de Moucheron (1633-1686) italienska landskap
- Willem van de Velde den yngre (1633-1707) sjöutsikter
- Frans van Mieris den äldre (1635-1681) genremålningar (familjebilder, figurer)
- Adriaen van der Velde (1636-1672) landskap
- Gerrit Adriaenszoon Berckheyde (1636-1698) stadsbilder
- Jan van der Heyde (1637-1712) stadsbilder
- Meindert Hobbema (1638-1709) landskap
- Caspar Netscher (1639-1684) porträtt
- Gerard de Lairesse (1641-1711) historiska och bibliska motiv
- Aert de Gelder (1645-1727) historiska och bibliska motiv
- Jan van Huysum (1682-1749) blommor

Senare kännare av nederländskt 1600-talsmåleri:
- Abraham Bredius (1855-1946)
- Cornelis Hofstede de Groot (1863-1930)

## Arkitektur
De mest kända arkitekterna under det nederländska 1600-talet:
- Lieven de Key (1560-1627), stadsbyggmästare i Haarlem. Använde ännu en ganska riklig ornamentik. Byggde i Haarlem De Waag (1598), fasaden till stadshuset, (1597), De Vleeschhal (1602-1603), Oudemannenhuis (1608), som nu inrymmer Frans Hals Museum tornet till Nieuwe Kerk (1613) och i Leiden bl.a. de Waag fasaden till  stadshuset.
- Hendrick de Keyser (1565-1621). De Keyser byggde i en renare, mindre ornamenterad stil än De Key. Han byggde i Amsterdam Zuiderkerk (1606-1614), Westerkerk (1620-1638), börshuset   (1608-1611), Ostindiska kompaniets hus (Oost-Indië Huis) (1606), Haarlemmerpoort (1615-1618) och ett antal kanalhus, bl.a. Bartolotti huis (1621). I Delft byggde han stadshuset (1619) (se även under skulptur)
- Jacob van Campen (1595-1657). Van Campen tillägnade sig klassicismen fullt ut och blev en förebild för många andra arkitekter (såsom Pieter Post, Philip Vingboons och 's-Gravenzande). Han byggde Mauritshuis i Haag (1635) och Noordeinde-palatset (det kungliga palatset i Haag), i Amsterdam stadshuset (1648-1655) (nu också ett kungligt palats).

Andra arkitekter:
- Hans Vredeman de Vries (1527-1606), arkitekt i Antwerpen, använde riklig ornamentik
- Arent van 's-Gravenzande (..-1662), byggde De Lakenhal (1639) och Marekerk (1638-1640), båda i Leiden, och Oostkerk (1646) i Middelburg
- Philip Vingboons (1607-1678), många hus vid Amsterdams kanaler i klassicistisk stil
- Justus Vingboons, bror till Philip, byggde bl.a. Trippenhuis och hade ett avgörande inflytande över gestaltningen av Riddarhuset i Stockholm.
- Pieter Post (1608-1669), byggde Huis ten Bosch i Haag (1645-)
- Adriaen Dortsman (1625-1682), byggde Lutherska kyrkan i Amsterdam
- Elias Bouman (1636-1686), byggde Portugisiska synagogan i Amsterdam (1671/1675)
- Maurits Post (1645-1677), byggde Slot Amerongen (1676)

## Skulptur
Nederländska skulptörer under 1600-talet:
- Hendrick de Keyser (1565-1621). Även arkitekt  (se ovan). Han gjorde Vilhelm av Oraniens mausoleum i Nieuwe Kerk i Delft (1614). Alla ättlingar till Vilhelm som har regerat Nederländerna (som ståthållare eller kungar) har begravts där fram till idag. De Keyser är även upphovsman till Erasmus-statyn i Rotterdam (1618).
- Artus Quellinus de Oude (1609-1668), hans brorson Artus Quellinues de Jonge (1625-1700) och Rombout Verhulst (1625-1696), skulptörer från södra Nederländerna som deltog i arbetet på stadshuset i Amsterdam (nuvarandé kungliga slottet, byggt 1648-1655).

## Musik
De mest kända kompositörerna under 1600-talet:
- Jan P. Sweelinck (1562-1621), kompositör och organist, spelade en stor roll i utvecklingen av 1600-talets orgelmusik.
- Constantijn Huygens (1596-1687), mer känd som diktare, medlem av retorikkammaren De Muiderkring, komponerade omkring 800 stycken av vilka de flesta har gått förlorade. Förespråkare av orgelmusik under gunsdstjänsterna.

Andra kompositörer eller musiker:
- Gerbrand Adriaenszoon Bredero (se under litteratur ovan), sångförfattare
- Adrianus Valerius (1570-1625), sångförfattare
- Jan Jacob van Eyck (1590-1657), kompositör
- Cornelis Schuy (1557-1616), kompositör
- Joan Albert Ban (1597-1644), kompositör
- Cornelis Padrué (1592-1670), kompositör
- Joan Schenk (1656-1612+), kompositör
- Karel Hacquart (ca 1640-ca 1730), kompositör
- Bröderna François Hemony (1609-1667) och Pierre Hemony (1619-1680), klockspelsbyggare

## Upptäcktsresande
- Adriaen Block seglade längs Nordamerikas kust omkring 1610-1624
- Abel Janszoon Tasman, (1603 - 1659), den förste europé som upptäckte Nya Zeeland och Tonga, utforskade Australiens kust. Tasmanien är uppkallat efter honom.
- Willem Barents, utforskare av Nordostpassagen, Barents hav är uppkallat efter honom.
- Olivier van Noort, genomförde den första nederländska världsomseglingen

## Politik
- Johan van Oldenbarnevelt (1547–1619) nederländsk politiker som spelade en betydande roll under frigörelsen från Spanien.
- Cornelis de Graeff (1599-1664) nederländsk politiker
- Andries de Graeff (1611-1678) nederländsk regent
- Gillis Valckenier (1623-1680) nederlands politiker
- Cornelis de Witt (1623-1672) nederlands politiker
- Johan de Witt (1625-1672) nederländsk politiker

## Krig
- Arend Dickmann (1572-1627), amiral i polsk tjänst, ledde den polska flottan i sjöslaget mot den svenska flottan vid Oliwa (utanför Gdansk/Danzig) 28 november 1627, men stupade själv. Även den svenske amiralen Nils Göransson Stiernsköld stupade.
- Piet Pieterszoon Hein (1577-1629), amiral, kapare
- Maarten Harpertszoon Tromp (1598-1653), amiral
- Witte Corneliszoon de With, amiral
- Michiel de Ruyter (1607-1676), amiral, utmärkte sig i de engelsk-nederländska krigen
- Cornelis Tromp (1629-1691), amiral